# أكيرا كانو
أكيرا كانو (باليابانية: 狩野亮؛ بالكانا: かのう あきら) هو متزحلق جبال الألب ياباني، ولد في 14 مارس 1986 في أباشيري في اليابان.

## وصلات خارجية
- أكيرا كانو على موقع Paralympic.org (الإنجليزية)
- أكيرا كانو على موقع IPC.InfostradaSports.com (مؤرشف) (الإنجليزية)